# Museu do Ciclismo

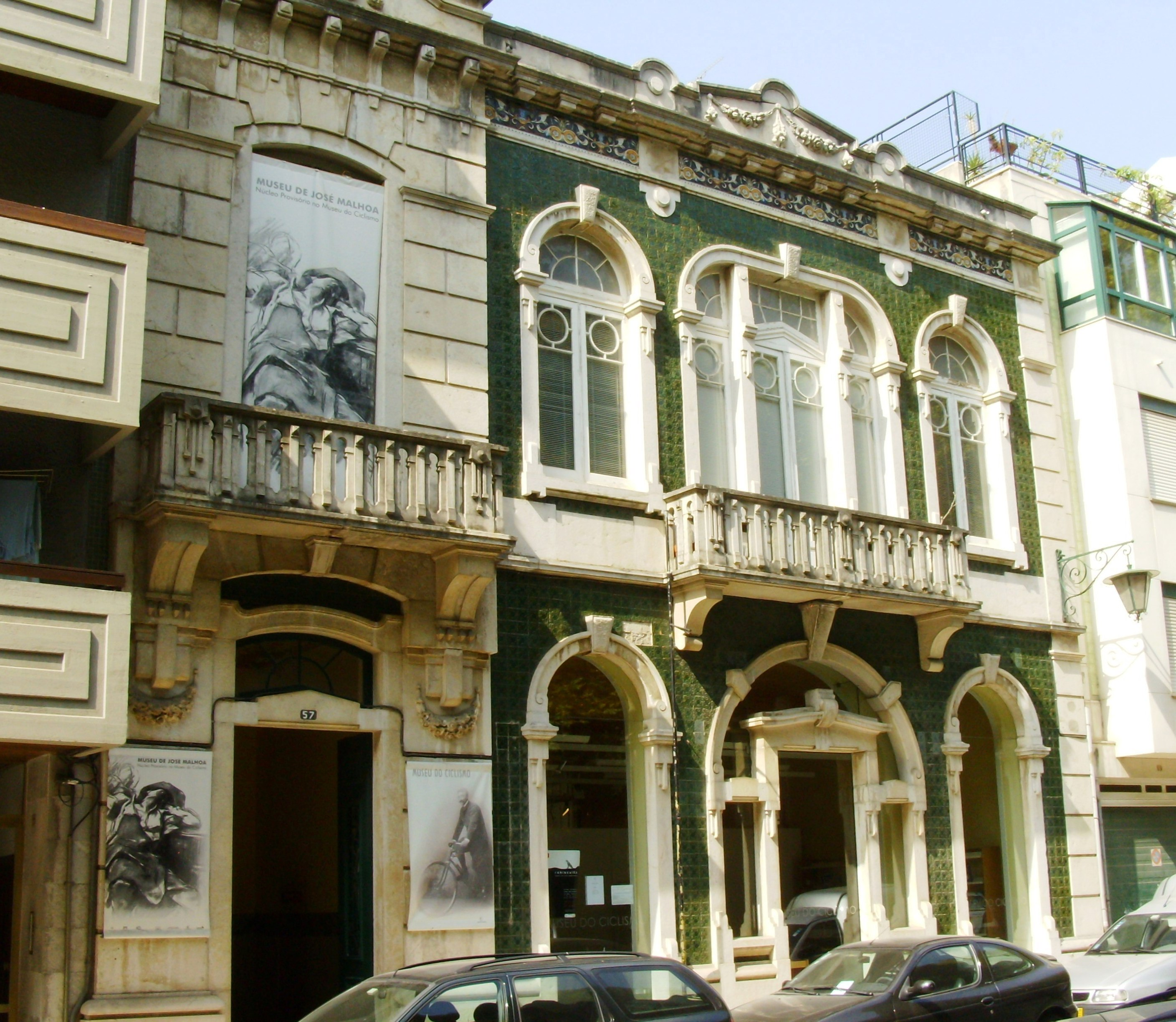
Das Museo do Ciclismo in Caldas da Rainha

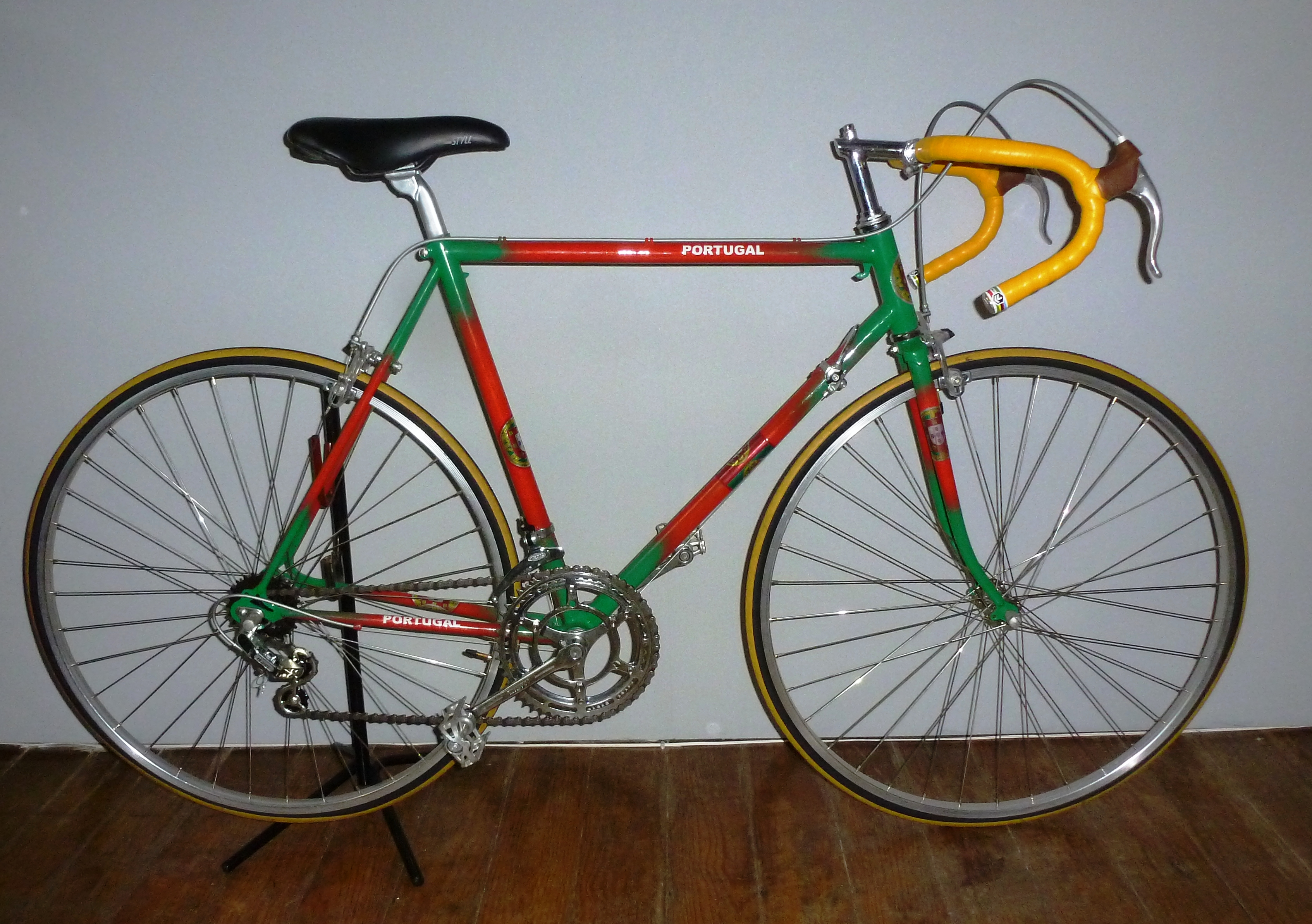
Exponat im Museum

Das Museu do Ciclismo ist ein Fahrradmuseum im portugiesischen Caldas da Rainha.
Das Museum wurde 1999 eröffnet. Träger ist das Desenvolvimento do Ciclismo (ADC), in der sich die Stadt Caldas da Rainha, der portugiesische Radsport Federação Portuguesa de Ciclismo (FPC) und der Sporting Clube das Caldas zusammengeschlossen haben. Aufgaben des ADC sind unter anderen die Förderung des Fahrradverkehrs, die Erforschung der Geschichte des Radsports, die Organisation von Seminaren und Konferenzen sowie die Herausgabe von Publikationen. Koordinator des Museums ist der Historiker Mário Lino.
Das Museum zeigt Exponate zur Geschichte des Radsports und Fahrradfahrens in Portugal wie Fahrräder und Andenken an bekannte portugiesische Radrennfahrer. Zudem werden wechselnde Kunstausstellungen veranstaltet.